# Leonardo Dati (1408-1472)
Leonardo Dati (Firenze, 1408 – Roma, 1472) è stato un umanista, poeta e vescovo cattolico italiano.
È stato autore di numerosi carmi latini, di un carme volgare e del commento latino al poema Città di Vita di Matteo Palmieri. È stato segretario di tre papi e vescovo di Massa Marittima.

## Biografia
Nacque a Firenze in una famiglia di modesti mercanti imparentata alla lontana con l'omonimo umanista e il fratello Goro. Suo padre si chiamava Piero di Giorgio; sua madre, Zenobia Soderini, era nipote di Niccolò da Uzzano. Non è certa la data di nascita: nacque probabilmente nel 1408, ma i dati contenuti in un suo epitaffio satirico su Lorenzo Valla suggeriscono che possa essere nato nell'autunno del 1407. 
Completati gli studi di grammatica e retorica per il notariato (divenne legum doctor nel 1435), il Dati entrò presto in contatto a Firenze con i migliori circoli intellettuali del tempo, stringendo rapporti con Giannozzo Manetti, Antonio Agli, e con il gruppo di umanisti, capeggiato dall'umanista Niccolò della Luna, che godeva della protezione degli Strozzi. Frequentò anche il poeta-barbiere Burchiello. Poi si trasferì a Roma.
Al periodo tra il 1432 e il 1435 risale il suo primo impiego nella Santa Sede, attraverso l'amico Gabriele Landino, che gli procurò l'appoggio del Traversari al servizio del cardinale Giordano Orsini. Lo stesso Traversari, nel 1432, coinvolge sia il Dati che l'Orsini nel gruppo di ecclesiastici e giuristi attraverso il quale tenta di far riconoscere al papa i diritti di giurisdizione dell'abate di Sansepolcro. La carriera ecclesiastica lo portò, nonostante un brusco allontanamento dall'ambiente curiale, risalente al 1442, per cause non ancora chiarite, ad essere segretario di tre papi, Callisto III, Pio II e Paolo II; quest'ultimo, suo vecchio protettore e amico, lo nominò vescovo di Massa Marittima nel 1467.

## Attività letteraria
Il Dati fu principalmente poeta latino, ma nel 1441 partecipò in stretto accordo con l'Alberti al primo Certame coronario, con una scena del De amicitia, che fu particolarmente apprezzata ma non ottenne il premio, che come noto non fu assegnato. Si tratta comunque di un testo di singolare importanza, anche perché risulta il primo tentativo per la letteratura italiana di trasporre in volgare la metrica quantitativa classica, secondo l'uso "barbaro" che sarà ripreso dal Carducci. Per il successivo Certame, che non ebbe luogo, compose in latino la tragedia Hyemsal. Dati fu anche autore del poema Tropheum anglaricum, relativo alla battaglia di Anghiari
Le poesie latine del Dati, molto apprezzate ai suoi giorni, sono soprattutto rime d'occasione, spesso composte su mandato o volte a celebrare i personaggi maggiori del suo tempo. Notevole è poi il commento latino al poema Città di vita di Matteo Palmieri, che rivela le molte letture e la cultura del Dati e rende più agevole la lettura di un poema affascinante ma spesso di difficile intendimento com'è quello palmierano.